# Strażnik Teksasu: Próba ognia
Strażnik Teksasu: Próba ognia (ang. Walker, Texas Ranger: Trial by Fire, 2005) – amerykański film sensacyjny w reżyserii Aarona Norrisa, oparty na serialu telewizyjnym Strażnik Teksasu

## Opis fabuły
Kapitan Cordell Walker (Chuck Norris) jest strażnikiem stanu Teksas. W pracy pomaga mu żona Alex (Sheree J. Wilson), która jest prokuratorem. Tym razem Walker ma do rozwiązania dwie wyjątkowo trudne sprawy. Musi odnaleźć trzynastoletniego chłopca i wyjaśnić zagadkę morderstwa młodej kobiety. Głównym podejrzanym o zabójstwo jest inny strażnik, Rhett Harper (Andre Kristoff).

## Obsada
- Chuck Norris – Cordell „Cord” Walker
- Sheree J. Wilson – Alex Cahill-Walker
- Andre Kristoff – strażnik Rhett Harper
- Bret Loehr – Jeremy Hopkins
- Brett Brock – barman
- Clarence Gilyard Jr. – strażnik James „Jimmy” Trivette
- Janine Turner – Kay McCord
- Judson Mills – Francis Gage
- Steven Williams – detektyw Mike Burton
- Arnold Chon – Rhee
- Selena Gomez – Julie (epizod)